# Dacron

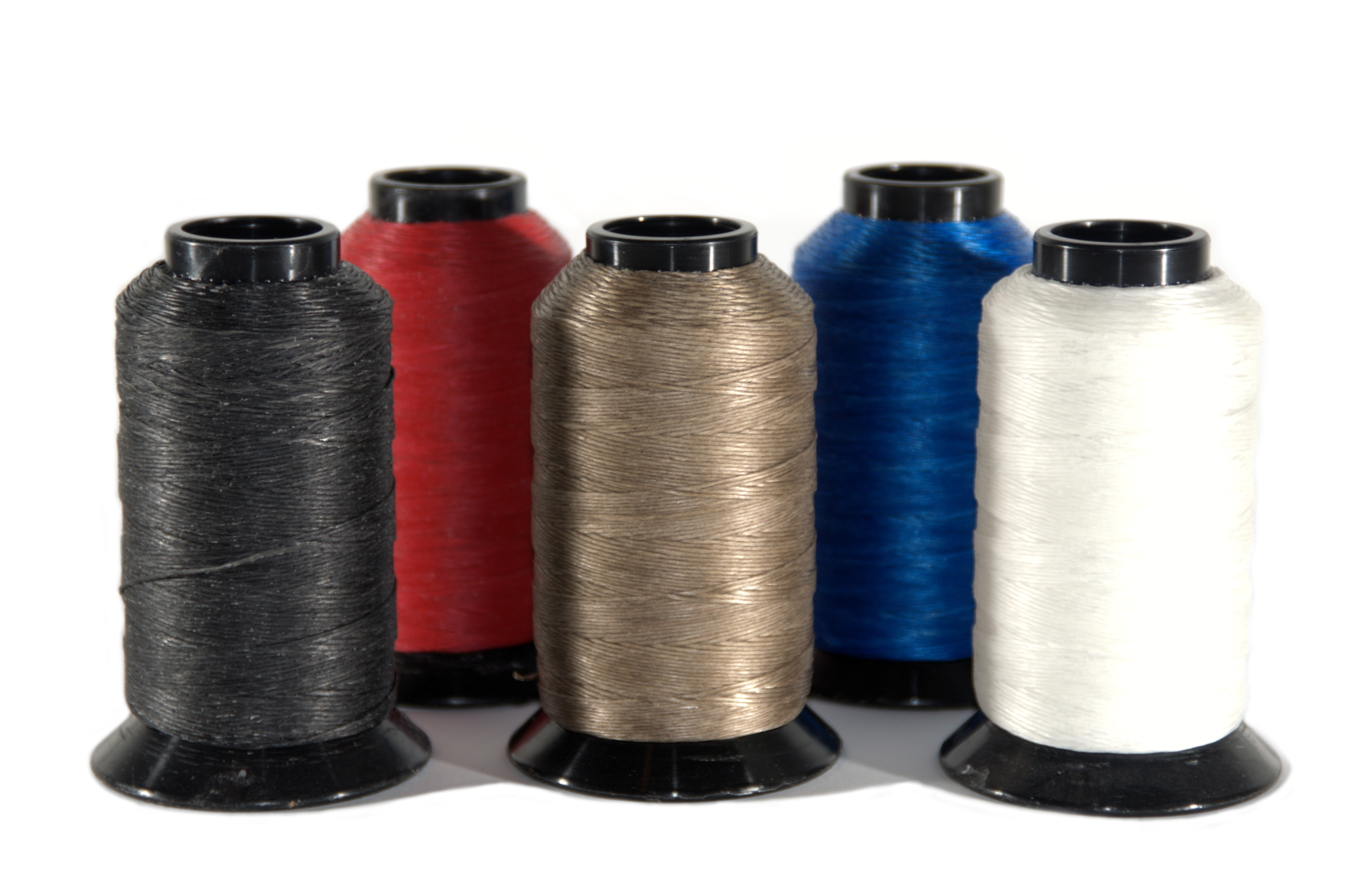
Spoelen met Dacron-vezel

Dacron is de handelsnaam van een polyestervezel van het type polyethyleentereftalaat (PET). De kunstvezel werd ook bekend als Teryleen. Producten op basis van deze vezel worden sinds 1953 op de markt gebracht.

## Ontwikkeling
Polyethyleentereftalaat of PET en de toepassing ervan als kunstvezel werden in Groot-Brittannië uitgevonden door de chemici John Rex Whinfield en James Tennant Dickson – voortbordurend op het pionierswerk van Wallace Carothers – en in 1941 door het Britse bedrijf Calico Printer's Association in Manchester gepatenteerd als "polyethylene terephthalate".
Eind 1943 werd de ontwikkeling overgenomen door het Britse chemiebedrijf ICI. In 1947 verkreeg ICI het patent op PET wereldwijd, met uitzondering van de VS, onder de merknaam Terylene.
In 1945 kocht het Amerikaanse bedrijf DuPont – dat zich toentertijd voornamelijk toelegde op de polyamide nylon – de rechten van PET, voor de verdere ontwikkeling van deze vezel in de Verenigde Staten. DuPont ontwikkelde een eigen productieproces, en produceerde de vezel in 1950 in een proeffabriek in Seaford (Delaware), gepatenteerd onder de eigen merknaam Dacron.
De commerciële productie van zowel Teryleen als Dacron startte rond 1953. De vezel was een belangrijke vervanger van de op veel punten inferieure kunstzijde (rayon).
In de jaren '50 werd door ICI, samen met licentie-houders DuPont, Hoechst en Rhône-Poulenc, een nog sterkere versie ontwikkeld: biaxiaal georiënteerde pet (bo-pet), waarvan de structuur in twee richtingen is geordend. Dit materiaal is onder andere op de markt gebracht onder de merknamen Mylar, Melinex en Hostaphan.

## Eigenschappen
- hoge treksterkte
- veerkrachtig, en daardoor (in textiel) bestand tegen kreuken
- waterafstotend, sneldrogend
- ongevoelig voor zuren en veel andere chemische stoffen, maar gevoelig voor alkalische stoffen (door hydrolyse)
- slijtvast
- goede elektrische isolator
- zeer brandbaar
- goed bestand tegen straling

## Toepassingen

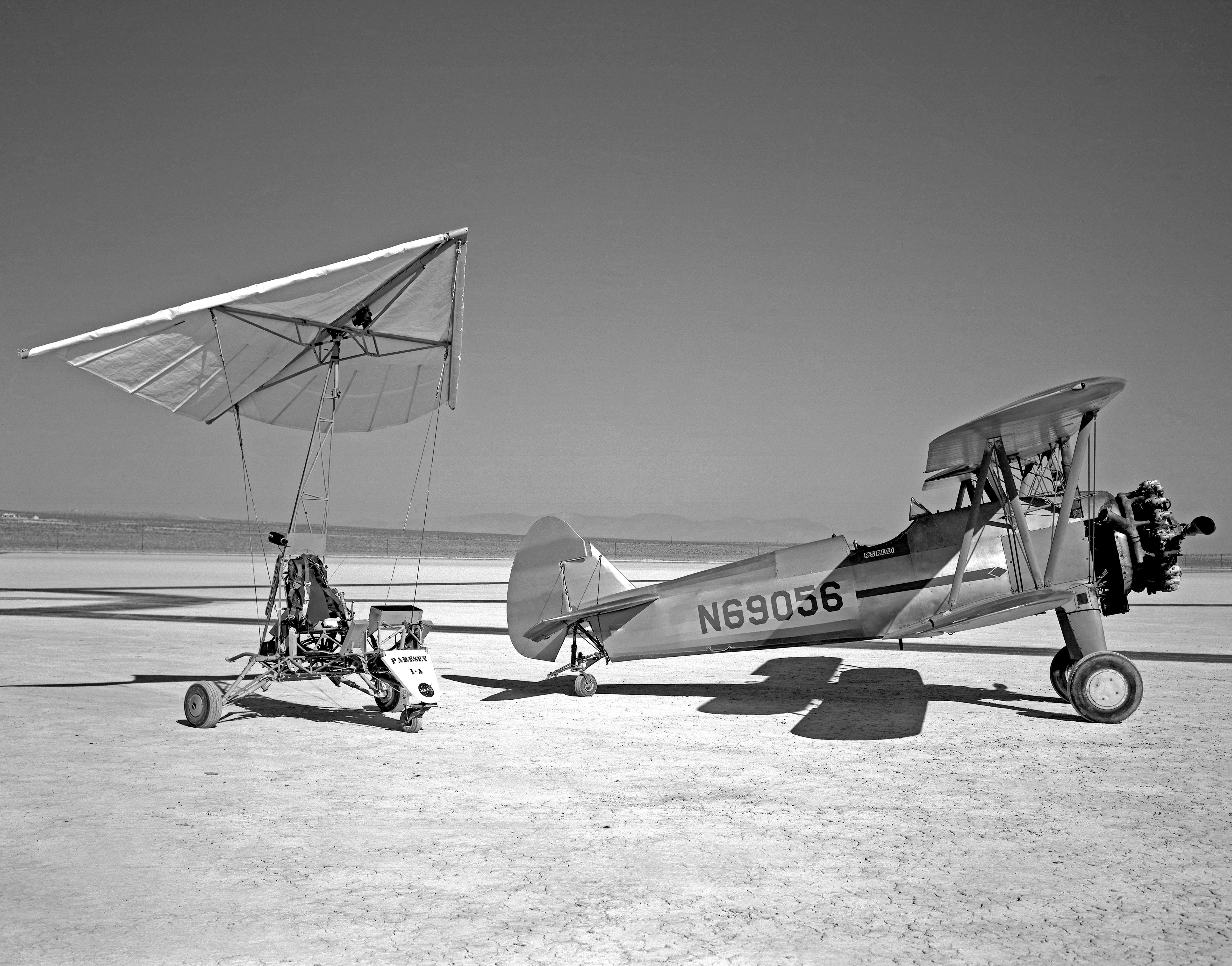
Zeilwagen met Dacron-vleugel

De vezel heeft zeer veel toepassingen, waaronder:
- gevlochten, als touw
- in textiel, al dan niet gemengd met andere kunstvezels, katoen of wol
- als synthetische watten onder de naam Fiberfill in kussens, poppen enzovoorts
- zeildoek voor zeilboten, vliegers
- zeilkleding[6]
- vloeistof- en stoffilters
- medische toepassing in bloedvatprothesen en hechtmateriaal